# Line Renaud
Line Renaud (* 2. července 1928 Nieppe, Nord, vlastním jménem Jacqueline Enté) je francouzská herečka, zpěvačka, spisovatelka a aktivistka. Její divadelní a filmová kariéra, která začala v roce 1944, se vyznačuje četnými politickými a humanitárními aktivitami. Jedná se o jednu z nejvýznamnějších osobností francouzského mediálního prostoru.

## Životopis

### Mládí a počátky kariéry (1928–1945)
Narodila se 2. července 1928 v okresu Pont-de-Nieppe ve francouzském departementu Nord. Podle svých slov její kariéra započala ve dvanácti letech, když se v kavárně, kterou vedla její babička, postavila na sud a zazpívala píseň La Madelon. Poznamenala ji nepřítomnost otce, který byl za druhé světové války vězněn.
Ve čtrnácti letech nezvládla zkoušky na základní škole, a v tu dobu upoutala pozornost při přijímacích zkouškách na konzervatoř v Lille: hned večer po konkurzu jí ředitel rádia Lille nabídl, aby se stala členkou jeho orchestru; tam vystupovala pod jménem Jacqueline Ray. V roce 1945 začala působiy v pařížském music-hallu a získala první angažmá v divadle Folies-Belleville. Díky zpěvačce Josette Daydé se seznámila s o dvacet let starším písničkářem Loulou Gastém (1908–1995), který ji přiměl, aby používala umělecké jméno. Zvolila si příjmení Renaud, které si vypůjčila od své babičky Marguerite Renard, v jejímž příjmení změnila jedno písmeno.

### Úspěch u publika: mezi písněmi a filmy (1946–1954)

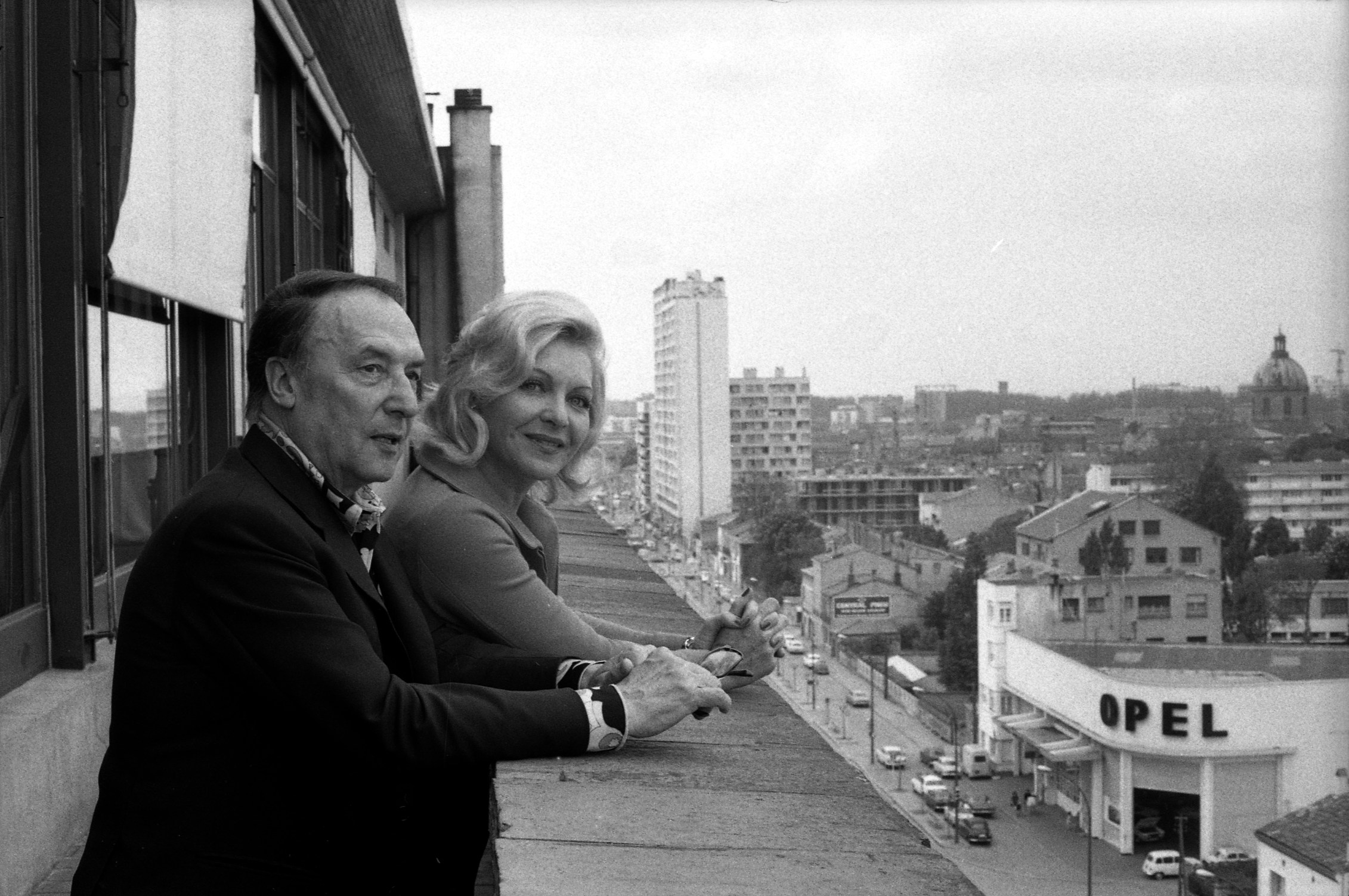
Line Renaud a její manžel Loulou Gasté v roce 1972 v Toulouse

Začátkem roku 1946 začala zpívat v nedělních ranních pořadech Rádia Luxembourg. Téhož roku začala spolupracovat s vydavatelstvím Pathé-Marconi a následujícího roku vyšly její písně Le complet gris a Il n'était pas sentimental. S vidinou zvýšení své popularity doprovázela Tour de France od prvního poválečného ročníku až do roku 1950. Před příjezdem jezdců byla přítomna v karavaně a v každé etapě vystoupila, čímž se proslavila po celé zemi. Ve filmu debutovala v roce 1946 ve snímku Pierra Chenala La Foire aux chimères, který ve Francii navštívilo přes 2,3 milionu diváků. V roce 1947 nahrála píseň Ma cabane au Canada, která v roce 1949 získala ocenění Grand Prix du disque. Téhož roku vydala druhý singl s názvem Autant en emporte le vent. Hrála ve filmu Jacquesa Daroye Une belle garce, na který se ve francouzských kinech prodalo přes 2 miliony lístků.
V roce 1949 její hudební kariéra pokračovala úspěšnými nahrávkami Bleu lavande, a zejména Où vas-tu Basile. V roce 1950 se provdala za Louloua Gastého, který byl jejím manželem až do jeho smrti v roce 1995. V témže roce zaznamenala další úspěch s písní Étoiles des neiges, kterou napsal Jacques Hélian. V roce 1951 natočila čtyři nové singly, včetně Les noces de Maria-Chapdelaine a Le soleil sous l'horizon, a zahrála si ve filmu Au fil des ondes, který ve Francii viděl téměř 1,3 milionu diváků. V roce 1952 zaznamenala další hit Ma p'tite folie a vydala také další otáčkové album Les souliers neufs. Hrála po boku Tina Rossiho a Édith Piaf v hudebním filmu Paris chante toujours (film v kinech navštívilo 3,14 milionu diváků) a objevila se také ve filmu Ils sont dans les vignes. V roce 1953 zaznamenala dva úspěchy s písněmi Le Chien dans la vitrine (štěkot v nahrávce obstaral herec Roger Carel) a Mademoiselle from Armentières, která se dostala do distribuce i ve Spojených státech. Nahrála novou desku pro americký trh (Line sings) a zároveň vydala singl Les plus jolies choses de ma vie. V kinech se dařilo jejím třem celovečerním filmům: La Route du bonheur (přes 2,7 milionu diváků), Quitte ou double (přes 2,1 milionu diváků) a muzikálu Boum sur Paris (přes 1,6 milionu diváků), v němž hrála po boku Juliette Gréco a Charlesa Treneta.
V roce 1954 zpívala před plným sálem v Moulin Rouge. Produkovala své první dvě LP desky, které obsahovaly většinu jejích hitů. Byla také zařazena na první kompilaci společnosti Pathé-Marconi s více umělci, Nos grandes vedettes chantent pour les jeunes. Po dvou úspěšných singlech (Je ne sais pas a Monsieur tout le monde) vydala první LP s původními písněmi s názvem Je veux. Její úspěch však vzbudil žárlivost jiné zpěvačky ze stejného vydavatelství, Édith Piaf, která tlačila na manažera, aby nahrávání Line Renaud zastavil. Line Renaud v rozhovoru pro France Inter v roce 2021 vysvětlila, že se Edith Piaf snažila poškodit její kariéru. Piaf totiž údajně Line Renaud požádala, aby ukončila svou pěveckou kariéru, i když obě ženy nepůsobily ve stejném hudebním žánru. Podle Line Renaudové se Piaf „mstila životu“ a „nenáviděla mladší ženy“. Podle ní byla tato žárlivost umocněna skutečností, že Piaf tehdy již delší dobu neměla hudební úspěch.

### Odjezd do Spojených států a další úspěchy (1954–1966)

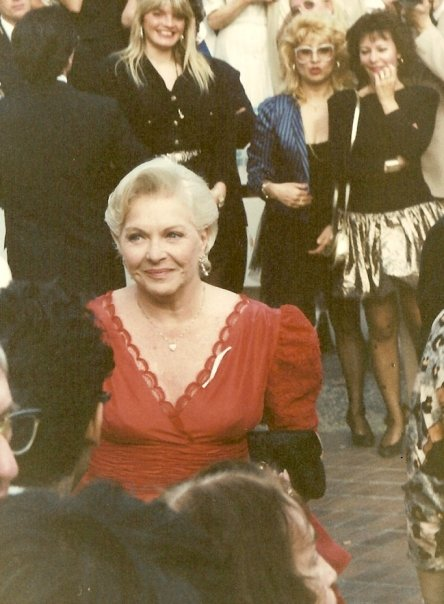
Line Renaud v roce 1989 na filmovém festivalu v Cannes

Poté, co ji na představení v Moulin Rouge objevil britský herec Bob Hope, nabídl jí smlouvu do svých pořadů a do Spojených států, kde zpívala v newyorských a losangeleských hotelech a v pořadu Ed Sullivan Show. Premiéra show se konala 1. února 1955 v kabaretu Empire Room v newyorském hotelu Waldorf Astoria. Renaud se stala první Francouzkou, která se objevila v americkém televizním pořadu, a vysílalo se již v barvě. Zpívala duety s Deanem Martinem Relaxez-vous a Two Sleepy People. Na konci roku 1955 se stala první francouzskou zpěvačkou, která nahrála rokenrolovou píseň, a to Tweedle Dee od Lavern Baker. Zpěvačka však nezapomněla ani na své francouzské publikum a vydala několik singlů včetně Mambo Italiano, Luxembourg Polka, a zejména La Madelon, která se stala jejím novým hitem. Tato coververze populární písně byla převzata ze stejnojmenného filmu, v němž hrála hlavní roli po boku Jeana Richarda a Rogera Pierra a který byl uveden do kin téhož roku a zaznamenal velký úspěch: ve Francii se prodalo téměř 3,5 milionu vstupenek. Poté vydala své první živé album z recitálu v Moulin Rouge.
V roce 1956, kdy pokračovala v kariéře v americké televizi, zaznamenala další úspěchy ve Francii, zejména s písněmi Mister Banjo, Tango pour l'éléphant a Pour toi. V témže roce vydala také svou první osobní kompilaci. V následujícím roce zopakovala svůj úspěch s písní Les enchaînés a vydala další singly jako Buona Sera a Il y a des anges. Hrála hlavní roli ve filmu Mademoiselle et son gang, který ve Francii viděl téměř milion diváků. V roce 1958 absolvovala několik recitálů v Londýně, Madridu a Římě a vydala album ve španělštině (Line canta en español) a také coververzi písně Irma la Douce, určenou pro anglosaský trh. Objevila se v německém filmu Patricia, který však nebyl příliš úspěšný. Ve Francii měla zpěvačka další hit s písní Que sera sera, která byla distribuována i ve Španělsku.
V roce 1959 se stala hlavní hvězdou revue v Casino de Paris. Ve svých téměř třiceti letech se vzepřela předsudkům a tento žánr v letech 1959 až 1962 aktualizovala a zpívala před plnými sály. V témže roce vydala pět nových singlů, včetně nového hitu Fais ta prière, a také album založené na její revue. Zahrála si také ve filmu L'Increvable po boku Darryho Cowla, Francise Blanche a Michela Galabrua. V lednu 1960, jí Elvis Presley po vystoupení v Casino de Paris uspořádal soukromý koncert ve své šatně. Na začátku března 1960 jí byly vydány dva nové singly (Trop beau a Mi amor, mi amor). V dubnu 1960 se stala kmotrou Johnnyho Hallydaye při jeho prvním televizním vystoupení v pořadu Aimée Mortimerové L'École des vedettes. V roce 1961 se objevila na německé kompilaci písní o Paříži, v následujícím roce vydala dva singly pro německý trh v němčině a zároveň vydala dvě nové písně ve Francii, včetně Double Twist, a vyzkoušela si tak tento žánr.
V letech 1963 až 1966 zpívala v losangeleském hotelu a kasinu Dunes. Díky svému úspěchu se spřátelila se smetánkou, počínaje Frankem Sinatrou, konče Marlonem Brandem, Paulem Ankou a Elizabeth Taylor. V roce 1965 se seznámila s Natem Jacobsonem, majitelem hotelu Caesars Palace v Las Vegas, který se stal na osmnáct let jejím milencem a podílel se na vzniku tohoto hotelu. V roce 1963 vyšla její první autobiografii, poté vydala německou coververzi písně I Love You Because. V roce 1964 vydala nové album Billboard de mon coeur a druhé živé album Line Renaud at Las Vegas, určené pro francouzsko-americký trh. V roce 1965 vydala píseň Mary Ann, následující rok pak Etrangers au paradis (coververzi písně od Franka Sinatry Strangers in the Night). Zpěvačka, unavená životem v Las Vegas, nechtěla obnovit svou americkou revue a rozhodla se uspořádat novou revue Désirs de Paris v pařížském Casino de Paris; tato revue se uváděla v letech 1966–1968.

### Návrat do Francie: pokračující úspěch revue a diverzifikace činnosti (1966–1980)
V roce 1967 vydala několik nových singlů, například Partir, v roce 1968 La la la song a v roce 1969 Rose de mai. Po Vogue přešla k CBS a v roce 1969 vydala úspěšnější singl Pourvu qu'on s'aime, v roce 1970 pak Quand tu n'es pas là a Merci beaucoup. V roce 1971 vydala pro Spojené státy nové album Good Bye My Souvenirs. V letech 1971–1975 uváděla televizní pořad Line directe. V 1973 vydala nové LP album L'album d'or a dva singly. V letech 1972–1973 působila jako producentka a najala Tonyho Bennetta pro představení Kings Castle v Las Vegas. V roce 1974 vydala album Quinze ans a v následujícím roce další dva singly.
V roce 1976 se vrátila na jeviště s představením Paris Line, které mělo velký úspěch po čtyři roky v Casino de Paris. V témže roce vydala stejnojmenné LP. Po neúspěšné skladbě z roku 1977 zaznamenala zpěvačka další úspěch s coververzí písně Copacabana od Barryho Manilowa. V následujícím roce vydala vánoční album a v roce 1980 album Ne reste que l'amour. V sedmdesátých letech a v následujícím desetiletí se pro svou dlouhověkost v branži a v médiích stávala opakovaně terčem imitátorů, zejména svého přítele Thierryho Le Lurona.

### Nová kariéra divadelní herečky a nárůst počtu angažmá (1981–1989)

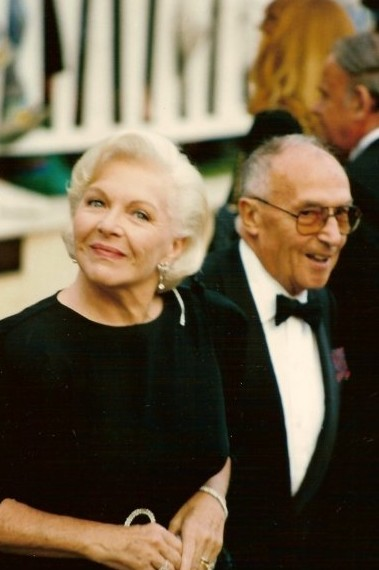
Line Renaud a její manžel Loulou Gasté v roce 1990 na filmovém festivalu v Cannes

V osmdesátých letech produkovala televizní pořad Telle est Line na stanici Antenne 2. V roce 1981 debutovala na divadelních prknech v roli Jacqueline Maillan ve hře Folle Amanda. Měla velký úspěch a vedla k velkému turné a mnoha reprízám v letech 1981 až 1984. Svou roli si ponechala i pro americkou verzi hry The Incomparable Loulou, uváděnou v Miami v letech 1985 až 1986. V roce 1985 nahrála nové album v angličtině Dream of Man.
Ve stejném roce se spolu s Elizabeth Taylor a Pierrem Bergé podílela vzniku francouzské organizace Sidaction bojující proti AIDS. Sidaction byla původně koncipována jako charitativní galavečer a za tento závazek obdržela mnoho urážlivých dopisů; Renaud se v následujícím roce stala místopředsedkyní nově vzniklého sdružení. Na programech a projektech organizace se podílela řada osobností, včetně Madonny a Eltona Johna. V roce 1987 vydala album vánočních písní a v roce 1988 pomohla svému příteli Charlesi Aznavourovi vytvořit charitativní album Pour toi Arménie. V roce 1989 vydala nový životopis a po třicetileté pauze se vrátila k filmu díky snímku La Folle Journée ou le Mariage de Figaro. Byla také pozvána na oslavy dvoustého výročí Francouzské revoluce v Las Vegas.

### Populární komička a herečka, řada aktivit (1990–2010)
Kariéru televizní herečky zahájila v roce 1990 v americkém seriálu The Sands of Time režiséra Sidneyho Sheltona. V témže roce dostala roli ve filmu Prohnilí proti prohnilým (v kině jej viděly téměř 3 miliony diváků). Toho roku se také zúčastnila filmového festivalu v Cannes. V roce 1991 se vrátila na divadelní prkna, kde s úspěchem hrála v detektivní hře Pleins feux podle knihy Patricie Wentworth v Théâtre de la Michodière. V letech 1992 a 1993 hrála ve dvou nových televizních filmech: Vzpomínky na půlnoc a Polly West est de retour. V roce 1994 se podílela na dvou nových televizních filmech (Pařížský kabaret a Rendez moi ma fille). Zahrála si také ve filmu Claire Denis Nechce se mi spát, za který byla poprvé nominována na Césara. Následující rok hrála ve filmu Má žena mě opustila a poté v televizním filmu L'Embellie. Její manžel Loulou Gasté zemřel na začátku roku 1995.
V roce 1996 vydala knihu o své matce a vrátila se na divadelní prkna ve hře Návštěva staré dámy Friedricha Dürrenmatta. Ve stejném roce jí byl udělen titul nejvyšší komandér Francouzského řádu umění a literatury. V roce 1999 se objevila v celovečerním filmu Tchyně a za svůj výkon byla nominována na Césara pro nejlepší herečku ve vedlejší roli. V roce 2001 hrála ve filmu Chaos a byla potřetí nominována na Césara. V televizi se objevila v filmu Tous les chagrins se ressemblent a na jevišti v roce 2002 ve hře Noëla Cowarda Poste restante. Od té doby se objevovala v několika televizních filmech ročně, včetně filmu Suzie Berton, který získal cenu na festivalu televizních filmů Luchon. V roce 2006 poprvé spolupracovala s Danym Boonem na filmu Skrblík. V roce 2008, byla ve svých osmdesáti letech jednou z hvězd filmu Vítejte u Ch'tisů, který ve Francii do kin přilákal více než 20 milionů diváků a stal se divácky nejúspěšnějším francouzským filmem všech dob.

### Nečekaný návrat ke zpěvu a pokračování eklektické kariéry (od roku 2010)

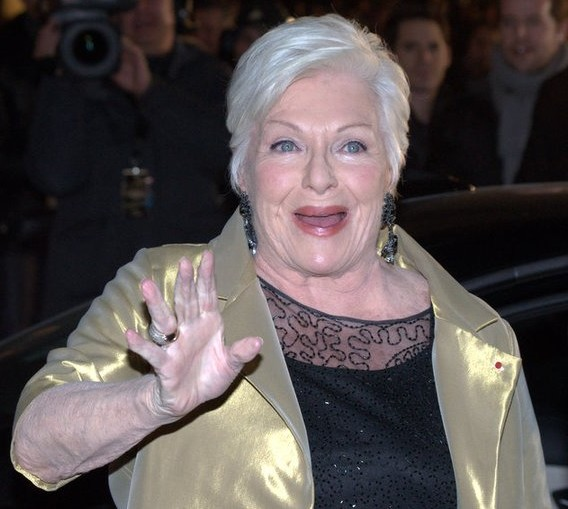
Line Renaud v roce 2011

V roce 2010 se po třicetileté pauze vrátila ke zpěvu a nahrála ve spolupráci s Warner Music Group, nové album nazvané Rue Washington. Album obsahuje dva duety: jeden s Johnnym Hallydayem, Un monde merveilleux (francouzská coververze What a Wonderful World), a jeden s Mylène Farmer, C'est pas l'heure. Z alba pochází skladba Les Torrents d'amour, která se v listopadu 2010 stala 24. nejprodávanější skladbou a následující rok získala zlatou desku. Ve dnech 24. a 25. května 2011 vystoupila poprvé v Olympii před vyprodaným hledištěm. V roce 2012 se díky hře Harold a Maude vrátila na divadelní prkna.
V roce 2013 vydala nové paměti a pokračovala v natáčení několika televizních filmů a seriálů. Ve stejném roce získala titul velkodůstojník (grand officier) Řádu čestné legie. V roce 2015 jako jedna z prvních hereckých hvězd souhlasila s účinkováním v seriálu svého přítele a agenta Dominiqua Besneharda Chci mluvit se svým agentem! a v následujícím roce si zahrála v seriálu Commissaire Magellan. V říjnu 2017 otevřela v Las Vegas ulici nesoucí její jméno. Line Renaud Road se nachází v blízkosti ulic pojmenovaných po jejích přátelích Franku Sinatrovi a Deanu Martinovi. V témže roce vydala novou knihu a ve svých 89 letech si znovu zahrála v divadelní hře Pleins Feux. Následující rok si zahrála v dalším komerčně úspěšném filmu La Ch'tite Famille.
V roce 2019 si zahrála Huguette ve stejnojmenném televizním filmu vysílaném na stanici ARTE, získala za něj ocenění a i seriál jako takový zaznamenal velký divácký úspěch. Když v září 2020 zemřela Juliette Gréco, stala se nejstarší francouzskou music hallovou umělkyní. V roce 2021 obdržela cenu za svou více než 35letou práci pro společnost Sidaction. O rok později znovu spolupracovala s Danym Boonem, a to na filmu Une belle course.
Dne 14. července 2022 jí byl udělen Velkokříž (stužka 1. třídy) Řádu čestné legie.

## Filmografie

### Film
| Rok  | Název filmu                              | Role                                          |
| ---- | ---------------------------------------- | --------------------------------------------- |
| 1946 | La Foire aux chimères                    | zpěvačka                                      |
| 1948 | Une belle garce                          |                                               |
| 1950 | Caprices de Paris                        | ona sama                                      |
| 1951 | Au fil des ondes                         | ona sama                                      |
| 1952 | Paris chante toujours                    | ona sama                                      |
| 1952 | Ils sont dans les vignes                 | Rose Filhol                                   |
| 1953 | Boum sur Paris                           | ona sama                                      |
| 1953 | Quitte ou double                         | zpěvačka                                      |
| 1953 | La Route du bonheur                      | Line Renaud                                   |
| 1955 | La Madelon                               | Madeleine Thuilier, zvaná Madelon             |
| 1957 | Mademoiselle et son gang                 | Agnès Bourdieux                               |
| 1959 | Patricia                                 | Juliette                                      |
| 1959 | L'Increvable                             | Liliane Robustal                              |
| 1989 | La Folle Journée ou le Mariage de Figaro | Marceline                                     |
| 1990 | Prohnilí proti prohnilým                 | Simone                                        |
| 1994 | Nechce se mi spát                        | Ninon                                         |
| 1995 | Má žena mě opustila                      | Margot Piquet                                 |
| 1999 | Tchyně                                   | Nicou                                         |
| 1999 | Doggy Bag                                | matka                                         |
| 2001 | Chaos                                    | babička                                       |
| 2003 | Tři muži a nemluvně po 18 letech         | Julie                                         |
| 2005 | Odvaha milovat                           | Line                                          |
| 2006 | Skrblík                                  | Suzanne Bailleul                              |
| 2008 | Vítejte u Ch'tisů                        | Antoinova matka                               |
| 2010 | Santův učeň                              | Solange Folichon (hlas ve francouzském znění) |
| 2011 | Loď lásky                                | Simone                                        |
| 2018 | La Ch'tite Famille                       | Suzanne                                       |
| 2019 | Let's Dance                              | Nicole                                        |
| 2021 | Un tour chez ma fille                    | Mamoune                                       |
| 2022 | Une belle course                         | Madeleine                                     |

### Televize
| Rok  | Název                            | Role                  | Poznámky                                   |
| ---- | -------------------------------- | --------------------- | ------------------------------------------ |
| 1982 | Ricky ou la Belle Vie            | Jacqueline            | televizní seriál, díl: Pardon My French    |
| 1991 | Vzpomínky na půlnoc              | Evelyn Karl           | televizní film                             |
| 1992 | The Sands of Time                |                       | televizní film                             |
| 1993 | Polly West est de retour         | Polly West            | televizní film                             |
| 1994 | Rendez-moi ma fille              | Lou                   | televizní film                             |
| 1995 | Pařížský kabaret                 | Henriette             | minisérie                                  |
| 1996 | Sixième classique                | Madame Cotelle        | televizní film                             |
| 1996 | L'Embellie                       | Dora                  | minisérie                                  |
| 1997 | Une femme d'action               | Colette Valier        | televizní film                             |
| 1997 | Une vie pour une autre           | Garance               | minisérie                                  |
| 1997 | La Grande Béké                   | Fleur de la Joucqerie | televizní film                             |
| 1997 | La Voisine                       | Simone Castres        | televizní film                             |
| 1998 | À nous deux la vie               | Fanny                 | televizní film                             |
| 1998 | Louise et les Marchés            | Louise Richard        | minisérie                                  |
| 1999 | La Petite fille en costume marin | Cadalen               | minisérie                                  |
| 2000 | Roule routier                    | Florence              | televizní film                             |
| 2002 | La Grande Brasserie              | Simone Constant       | televizní film                             |
| 2002 | Tous les chagrins se ressemblent | Suzanne               | minisérie                                  |
| 2003 | Suzie Berton                     | Suzie Berton          | televizní film                             |
| 2004 | Nos vies rêvées                  | Minette               | televizní film                             |
| 2004 | Tajemství jezera                 | Suzanne Castella      | minisérie                                  |
| 2004 | Menteur menteuse                 | Élisabeth             | televizní film                             |
| 2005 | Une famille pas comme les autres | Blandine              | televizní film                             |
| 2005 | Prokletí králové                 | Marie Habsburská      | minisérie                                  |
| 2005 | Les Sœurs Robin                  | Marie Robin           | televizní film                             |
| 2005 | Le Serment de Mado               | Mado                  | televizní film                             |
| 2006 | Une juge sous influence          | Hélène Mugnier        | televizní film                             |
| 2006 | La Reine Sylvie                  | Sylvie Ferrère        | televizní film                             |
| 2006 | Aller-retour dans la journée     | Elise Villedieu       | televizní film                             |
| 2008 | La Femme tranquille              | Louise                | televizní film                             |
| 2008 | Mlčení krahujce                  | Margot Vivier Lefort  | minisérie                                  |
| 2010 | En cas de malheur                | Viviane Guérand       | televizní film                             |
| 2011 | Moje máma je squatter            | Marie-Louise          | televizní film                             |
| 2011 | Isabelle disparue                | Jeanne d'Orval        | televizní film                             |
| 2012 | Simple question de temps         | Laurence Delcourt     | televizní film                             |
| 2014 | La Douce empoisonneuse           | Clémence              | televizní film                             |
| 2014 | La Voyante                       | Véra                  | televizní film                             |
| 2014 | Belinda et moi                   | Jacqueline            | televizní film                             |
| 2015 | Chci mluvit se svým agentem!     | ona sama              | televizní seriál, díl: Line et Françoise   |
| 2015 | Rapelle-toi                      | Mado                  | televizní film                             |
| 2016 | Commissaire Magellan             | Mathilde Belcourt     | televizní seriál, díl: Confession mortelle |
| 2018 | Chci mluvit se svým agentem!     | ona sama              | televizní seriál, díl: ASK                 |
| 2018 | Meurtres à Brides-les-Bains      | Gabrielle Sandraz     | televizní film                             |
| 2019 | Huguette                         | Huguette              | televizní film                             |
| 2020 | I Love You Coiffure              | Madame Vinard         | televizní film                             |
| 2021 | Le Squat                         | Louise                | televizní film                             |
| 2021 | Meurtres dans les Trois Vallées  | Gabrielle Sandraz     | televizní film                             |
| 2022 | Ils s'aiment...enfin presque!    | Louise                | televizní film                             |

## Divadelní role
- 1981 Pierre Barillet a Jean-Pierre Gredy: Folle Amanda, Amanda, režie: René Clermont, turné po Francii, Švýcarsku a Belgii
- 1982 Pierre Barillet a Jean-Pierre Gredy: Folle Amanda, Amanda, režie: René Clermont, uváděno v pařížském Théâtre des Nouveautés
- 1986 Pierre Barillet, Jean-Pierre Gredy a Ron Clark: The Incomparable Loulou, Loulou, (anglická verze hry Folle Amanda), režie: Charles Nelson-Reilly, uváděno v Miami
- 1991 Mary Orr: Pleins feux, Adeline Margaux, režie: Éric Civanyan, uváděno v pařížském Théâtre de la Michodière
- 1995 Friedrich Dürrenmatt: Návštěva staré dámy, Claire Zahanassian, režie: Régis Santon, uváděno v lyonském Théâtre des Célestins
- 1996 Friedrich Dürrenmatt: Návštěva staré dámy, Claire Zahanassian, režie: Régis Santon, uváděno v pařížském Théâtre du Palais-Royal
- 2002 Noël Coward: Poste restante, Carlotta Gray, režie: Daniel Roussel, uváděno v pařížském Théâtre du Palais-Royal
- 2007 Pierre Palmade a Christophe Duthuron: Na útěku, Margot, režie: Christophe Duthuron, uváděno v Théâtre des Variétés
- 2009 Israel Horovitz: Drahá Matylda, Mathilde Giffard, režie: Ladislas Chollat, uváděno v pařížském Théâtre Marigny
- 2010 Israel Horovitz: Drahá Matylda, Mathilde Giffard, režie: Ladislas Chollat, turné po Francii, Švýcarsku, Lucembursku a Belgii
- 2012 Colin Higgins: Harold a Maude, Maude, režie: Ladislas Chollat, uváděno v pařížském Théâtre Antoine-Simone Berriau
- 2013 Colin Higgins: Harold a Maude, Maude, režie: Ladislas Chollat, turné po Francii, Švýcarsku, Lucembursku a Belgii
- 2017 Mary Orr: Pleins feux, Alice Margaux, režie: Ladislas Chollat, uváděno v pařížském Théâtre Hébertot

## Diskografie

### Studiová alba
- 1952: Mon petit bonhomme de chemin / Où vas-tu Basile ?
- 1952: Mademoiselle from Armentières / Tire l'aiguille
- 1953: Ma p'tite folie / Le Soir
- 1954: Je veux / Mon bonheur
- 1955: Les Succès de Line Renaud
- 1956: Mister banjo / Tango de l'éléphant
- 1956: Line Renaud's Paris
- 1956: Line Renaud chante 14 belles chansons
- 1957: Reveillon no Estoril com Line Renaud
- 1964: Avec des fleurs
- 1969: Line Renaud's in Love
- 1972: Où es le marié ?
- 1973: L'Album d'or
- 1979: Line chante Line Renaud
- 2010: Rue Washington

### Koncertní alba
- 1956: Line Renaud au Moulin Rouge (live)
- 1959: Line Renaud au Casino de Paris dans Plaisirs (revue)
- 1966: Line Renaud au Casino de Paris dans Désirs de Paris (revue)
- 1976: Parisline: Une super revue au Casino de Paris (revue)
- 2011: Un soir de mai à l'Olympia (live)